# Luis Sempere Herrera
Luis Sempere Herrera (Elche, provincia de Alicante, España, 18 de octubre de 1992) es un futbolista español. Juega en la delantera, como extremo izquierdo, y su actual equipo es el Hércules CF de la Segunda División de España.

## Trayectoria
Luisao es un jugador de fútbol del Hércules CF, club donde milita desde juvenil de primer año siendo llamado por el club debido a sus grandes temporadas realizadas en el equipo donde empezó su carrera futbolística, Torrellano CF, allí jugando como delantero en fútbol 7 hizo la friolera de más de 100 goles en una temporada siendo máximo goleador de la liga. Siendo cadete de primer año empezó a jugar con el Torrellano juvenil en liga nacional en el que disputó 8 partidos, ese mismo año también tuvo su sitio en el primer equipo del Torrellano en Tercera división con el que jugó 6 partidos.Debido a esta trayectoria, equipos como Elche CF, Alicante CF y Hércules de Alicante Club de Fútbol se interesan en él, aunque finalmente optó por este último. En juvenil, ya en el Hércules, ha seguido destacando y este último año, Tras la llegada de Juan Carlos Mandiá como entrenador herculano, Luisao comenzó a entrenar con el primer equipo. Aún estaba a la espera de su debut. En la 2010/11 ficha por el CD Eldense de la 3ª división valenciana, actualmente, en la temporada 2011/12 se encuentra en el filial del Elche CF